# نینا راچوا
نینا راچوا (روسی: Нина Петровна Рочева؛ زادهٔ ۱۳ اکتبر ۱۹۴۸ – درگذشتهٔ ۸ ژانویهٔ ۲۰۲۲) اسکی‌باز صحرانوردی اهل اتحاد جماهیر شوروی سوسیالیستی بود.